# مارك هايلتون
مارك هايلتون (بالإنجليزية: Mark Hylton)‏ هو لاعب دارت بريطاني، ولد في 30 مايو 1966 في ستافوردشاير في المملكة المتحدة.

## وصلات خارجية
- مارك هايلتون على موقع DartsDatabase.co.uk (الإنجليزية)